# Hanna Bezsònova
Hànna Bezsònova o Anna Bessónova (en ucraïnès: Ганна Безсонова; en rus: Анна Бессонова) (Kíiv, 29 de juliol de 1984) és una gimnasta ucraïnesa, especialitzada en gimnàstica rítmica, i guanyadora de dues medalles olímpiques.

## Biografia
Va néixer el 29 de juliol de 1984 a la ciutat de Kíiv, ciutat que en aquells moments era la capital de la República Socialista Soviètica d'Ucraïna i que avui en dia és la capital d'Ucraïna. És filla del jugador de futbol i medallista olímpic Vladimir Bessonov, jugador del FC Dinamo de Kíev, i de Viktòria Serikh, campiona mundial de gimnàstica rítmica.

## Carrera esportiva
Va iniciar la seva carrera esportiva al cinc anys entrenada per la campiona del món Irina Deriugina. Va participar, als 20 anys, en els Jocs Olímpics d'Estiu de 2004 realitzats a Atenes (Grècia), on aconseguí guanyar la medalla de bronze en la prova individual de gimnàstica rítmica, finalitzant per darrere de les russes Alina Kabàieva i Irina Tchachina. En els Jocs Olímpics d'Estiu de 2008 realitzats a Pequín (República Popular de la Xina) aconseguí revalidar la seva medalla de bronze finalitzant per darrere de la russa Evgeniya Kanaeva i la belarussa Inna Zhukova.
Al llarg de la seva carrera ha guanyat vint-i-set medalles en el Campionat del Món de gimnàstica rítmica, entre les quals cinc d'or, i vint-i-quatre medalles en el Campionat d'Europa.
Una vegada retirada passà a exercir d'entrenadora de noies a la Deriugins School. Entre les seves alumnes hi ha Yeva Meleshchuk. El 2017 es va traslladar a viure als Estats Units, on entrena noies a Florida.